# Служба повітряного захисту

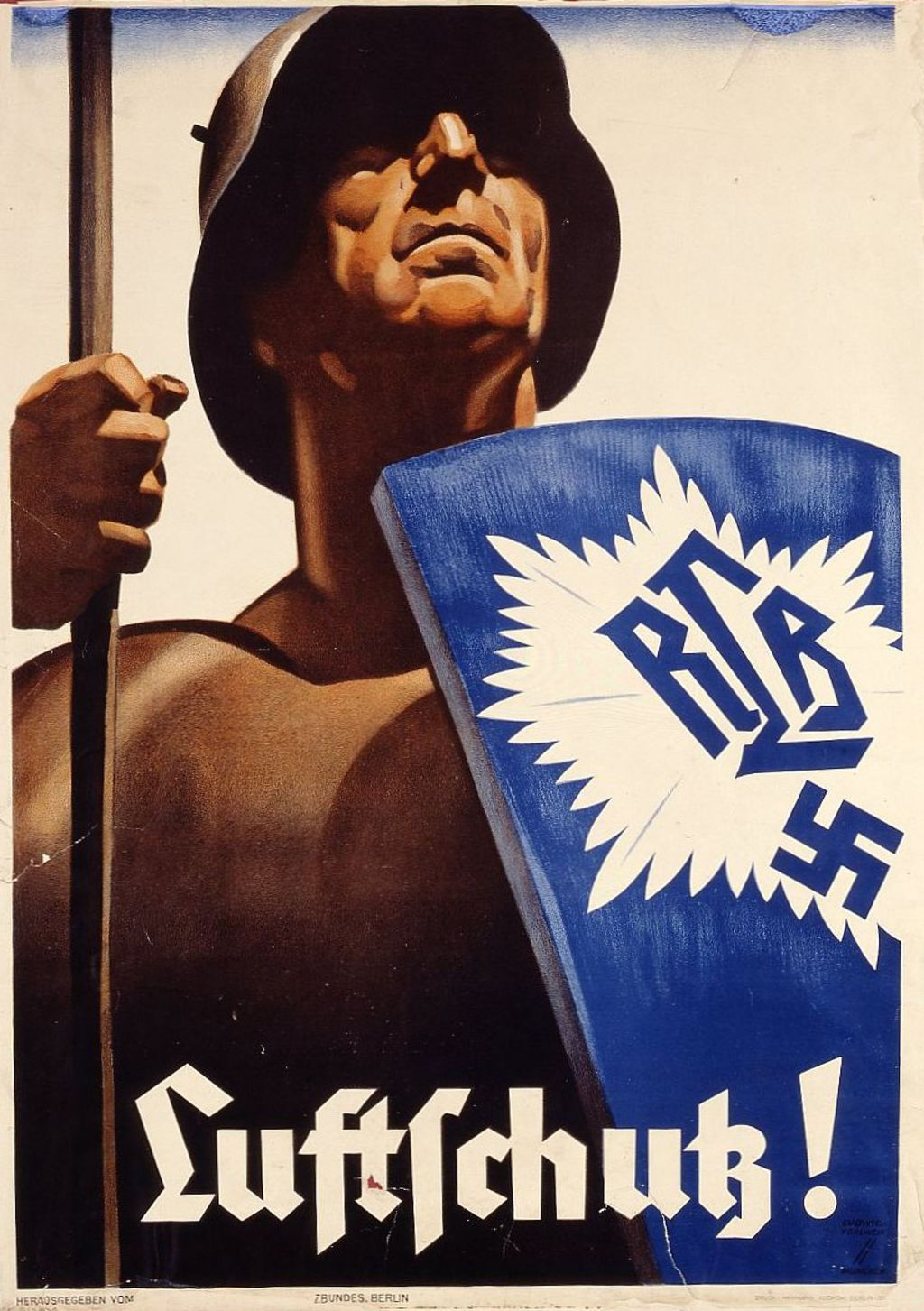
Плакат RLB з прибл. 1943

Reichsluftschutzbund (RLB; «Союз захисту повітря Рейху») — організація цивільної оборони в нацистській Німеччині, відповідальна за запобіжні заходи щодо повітряних нальотів у житлових районах і серед невеликих підприємств.

## Призначення
RLB був організований Германом Герінгом у 1933 році як добровільна асоціація. Існуючі волонтерські асоціації запобігання повітряним нальотам були змушені злитися з RLB. У 1939 році RLB набув статус Körperschaft des öffentlichen Rechts (квазі-автономна неурядова організація), а в 1944 році він став дочірньою організацією нацистської партії. RLB було розпущено союзними державами після закінчення Другої світової війни. Його наступником у Федеративній Республіці Німеччини став Bundesverband für den Selbstschutz.
RLB відповідав за освіту та навчання звичайних німецьких чоловіків і жінок процедурам цивільного захисту, необхідним для базового рівня місцевої самодопомоги цивільного населення проти повітряних нальотів. Місцевий рівень був сформований навколо наглядачів повітряних нальотів і діяв у невеликих загонах першого втручання. Навчання включає гасіння пожежі, захист від хімічної зброї, процедури зв'язку та підготовку будинків і квартир до повітряних нальотів.

## Організація

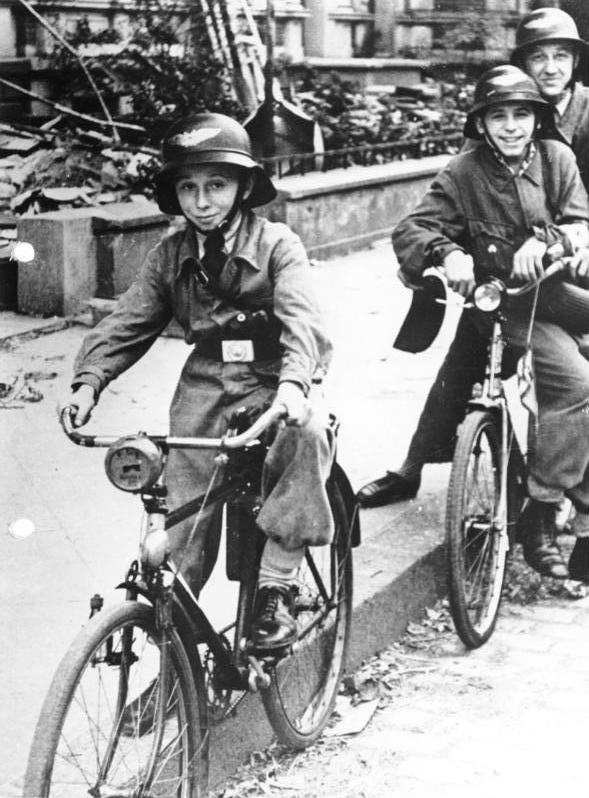
Хлопці, які служили посильними для місцевої організації з безпеки повітряних нальотів, у характерних шоломах RLB

У 1939 р. RLB налічувала близько 15 мільйонів членів, 820 000 функціонерів-добровольців (з яких 280 000 жінок) і 75 000 місцевих підрозділів. Члени проходили підготовку в 3800 школах цивільної оборони з 28 тисячами інструкторів.
- RLB очолювався президією. Посади президента, віце-президента і начальника штабу обіймали діючі генеральні офіцери Люфтваффе. Президія сама по собі була відділом, безпосередньо підпорядкованим Міністерству авіації.
- Одночасно з кожним Luftgaukommando (командування повітряного округу) була RLB-Gruppe (RLB-група) під керівництвом, якому допомагали 46 штатних співробітників.
- Для кожного Regierungsbezirk існувала RLB-Bezirksgruppe (регіональна група).
- Основною організацією була RLB-Revier, по одній для кожної поліцейської дільниці в містах, або RLB-Gemeinde-Gruppe, по одній для кожного міського чи сільського муніципалітету для решти країни. У випадку міста з кількома округами загальноміська організація називалася RLB-Ortsgruppe (місцева група). Декілька муніципальних груп утворили RLB-Ortskreisgruppe, по одній для кожного Landkreis. Кожна Ortsgruppe та Ortskreisgruppe мали керівника та штат із дев'яти членів, п'ять із яких були штатними працівниками.
- Основні організації мали різноманітну кількість Untergruppen (підгруп), поділених на Blöcke (блоки) під керівництвом Blockwarte (наглядачів блоків), які контролювали та підтримували зв'язок із низкою Luftschutzgemeinschaften (громад захисту від повітряного нальоту) під керівництвом Luftschutzwarte (наглядачів повітряного нальоту). Кожна громада складалася з багатоквартирного будинку або кількох менших будинків, хоча великий житловий комплекс міг мати кілька громад. Крім наглядача, громада повинна мати помічника наглядача, пожежників, помічників і посильних як загін першого втручання. Служба в цих загонах була обов'язковою (Notdienstpflicht) для цивільного населення.
- Служба була досить «демократичною» у тому плані, що в ній широко брали участь як жінки, так і діти (більшість німецьких парамілітарних організацій допускала участь лише чоловіків, або лише жінок, з віковими обмеженнями)
- Постійні співробітники носили уніформу зі знаками розрізнення. Під час виконання завдань учасники носили характерні шоломи, які нагадували армійські, але спочатку мали довгі козирки, а у пізніх моделях шоломів передня захисна частина мала майже такий самий розмір, як і задня.